# Nice Côte d'Azurs flygplats

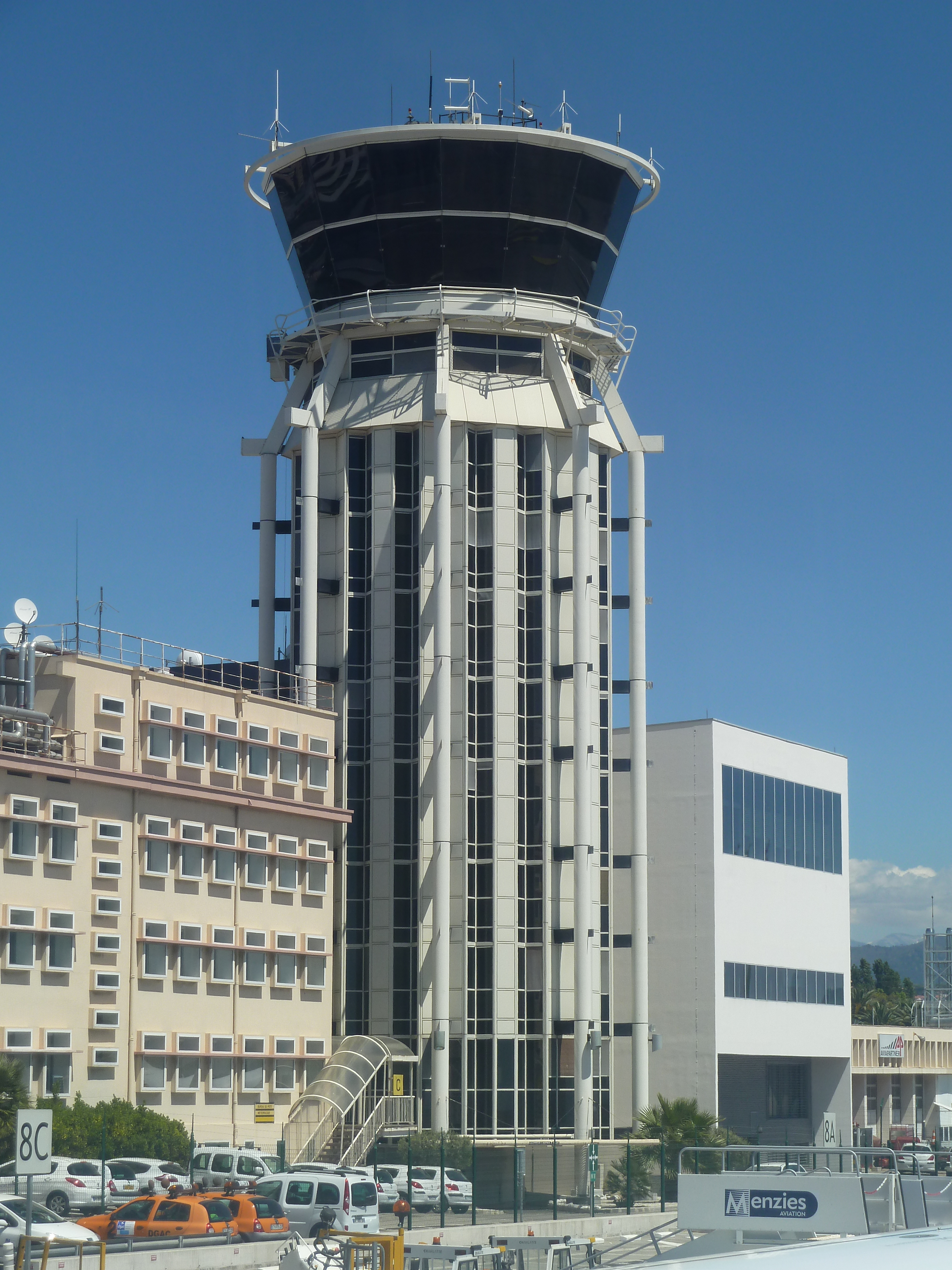
Kontrolltornet.

Nice Côte d'Azurs flygplats (IATA: NCE, ICAO: LFMN) (franska: Aéroport Nice Côte d'Azur) är en internationell flygplats belägen 5,9 kilometer sydväst om Nice, i sydöstra Frankrike.
Flygplatsen passerades av 12 427 427 passagerare år 2016. Det är den tredje största flygplatsen i Frankrike räknat i antal passagerare. Flygplatsen är en fokusort för Air France och en bas för Easyjet.
Flygplatsen är belägen delvis på utfylld mark. Inflygningen bjuder på storslagna vyer över Niceområdet och den Franska rivieran.
På grund av flygplatsens närhet till Monaco fungerar flygplatsen som Monacos huvudflygplats eftersom egen flygplats saknas i mikrostaten. Det finns dock helikopterservice mellan flygplatsen och Héliport de Monaco. Vissa flygbolag marknadsför Monaco som destination via Nice Côte d'Azurs flygplats.
Den 15 december 2018 öppnade det lokala trafikbolaget Lignes d'Azur en spårvägslinje från flygplatsen till centrala Nice. Spårvägen har ändhållplats vid Aéroport – Terminal 2, men har även en hållplats vid Aéroport – Terminal 1.